# Hortobágy (film)
Hortobágy est un film hongrois réalisé en 1936 par George Hoellering. Sorti sur les écrans américains en 1940, ce film  prend pour cadre la vie des bergers et des gardiens de chevaux dans une partie de l'immense plaine hongroise, comprise autour du village d'Hortobágy. Il s'inspire, en outre, de la nouvelle du prosateur hongrois Zsigmond Móricz.

## Synopsis
L'existence quotidienne des pâtres (pásztor) et des gardiens de chevaux (csikós) dans une partie de la plaine hongroise (la puszta), mais aussi la description des conflits intergénérationnels et de l'avènement du machinisme dans une très vieille société pastorale.

## Fiche technique
- Titre du film : Hortobágy
- Réalisation et production : George Hoellering
- Scénario : Zsigmond Móricz d'après sa nouvelle
- Photographie : László Schäffer - noir et blanc
- Musique : László Lajtha d'après des thèmes folkloriques
- Durée : 75 minutes
- Pays d'origine :  Hongrie
- Année de sortie en  Hongrie : 1936
- Genre : Chronique rurale

## Distribution artistique
- István Kanyasi : Jancsi
- Margit Szincsák : Juliska
- János Cinege
- Mme Cinege

## Autour du film
- Tourné en extérieurs et interprété par des non-professionnels, Hortobágy est un film de fiction à caractère quasi-documentaire. Très enraciné dans la réalité d'un monde rural, désormais caduc, le film est, selon Philippe Haudiquet, « d'une invention visuelle sans équivalent dans le cinéma hongrois de l'époque, la force poétique de certaines séquences n'étant pas sans évoquer Robert Flaherty et Aleksandr Dovjenko », dit-il.
- Jacques Lourcelles pense, de son côté, au Farrebique (1947) de Georges Rouquier. Mais, il nuance ce jugement en écrivant : « C'est à la fois la même chose et son contraire. (...) (Si) comme les hommes de l'Aveyron, les gardiens de chevaux chantés par Hoellering gagnent leur vie à la sueur de leur front, ils ont (néanmoins) le front dans les nuages et le cœur dans les étoiles. Cosmique équivaut pour eux à ailé, dionysiaque, sans limite. » (in : Dictionnaire du cinéma, Robert Laffont).
- La puszta de l'Hortobágy est, aujourd'hui, devenu parc national (Hortobágyi Nemzeti Park), constitué de 80 000 ha de réserves nationales protégées. Le village d'Hortobágy se trouve au centre de ce parc.